# Furcillogonus frigidus
Furcillogonus frigidus är en mångfotingart som beskrevs av Demange och Jean-Paul Mauriès 1975. Furcillogonus frigidus ingår i släktet Furcillogonus och familjen Spirostreptidae. Inga underarter finns listade i Catalogue of Life.